# Batalla de Monte Santiago
La Batalla de Monte Santiago, librada el 7 y 8 de abril de 1827, fue la mayor derrota naval de la Armada Argentina en su lucha con la escuadra del Imperio del Brasil durante la guerra por la liberación de la Banda Oriental que sostuvieron ambas naciones. No obstante las pérdidas, que aunque escasas eran enormes para una escuadra tan pequeña, el valor demostrado en un combate muy desigual convirtió la acción en una de las más gloriosas de ese conflicto.
Como el historiador militar británico Brian Vale dijo, " [...] Juncal había hecho poco para empujar el Imperio en la dirección de la paz. Ahora en Monte Santiago, dos de los bergantines de guerra preciosos de la Argentina habían sido destruidos y el mejor de su Armada rotundamente derrotado. La abrumadora superioridad de la Marina brasileña en el mar se afirmó de una manera que ni la audacia de William Brown o las fragatas recién compradas de Ramsay en serio podrían desafiar".

## Antecedentes

### El conflicto
En 1825 con el apoyo de Buenos Aires una pequeña expedición — los llamados Treinta y Tres Orientales — desembarcó en la Banda Oriental iniciando la lucha por la liberación de ese territorio ocupado por los portugueses y cuya anexión había sido confirmada por el emperador Pedro I tras la Independencia de Brasil.
Representantes del movimiento reunidos en el Congreso de la Florida, solicitaron la reincorporación a las Provincias Unidas del Río de la Plata lo que fue aceptado por el Congreso Argentino, iniciándose la guerra. Brasil contaba con el doble de efectivos y una flota con 80 unidades, varias veces superior en número y potencia de fuego a la flotilla republicana. La escuadra brasileña estableció rápidamente un bloqueo, al que la República respondió con acciones de corso y salidas audaces de su exigua escuadra.

### Situación en 1827
El año 1827, segundo de la guerra, comenzó con importantes victorias para la República Argentina: en la batalla de Ituzaingó el ejército imperial había sido derrotado (aunque el republicano, falto de armamento, municiones y vituallas como se encontraba, no había tenido posibilidad de explotar esa victoria) y en la batalla de Juncal el jefe de la escuadra republicana Guillermo Brown había aniquilado la Tercera División Naval imperial.
Sin embargo, la escuadra argentina seguía siendo muy débil como para enfrentar con éxito probable a las divisiones imperiales restantes, especialmente desde que la fragata 25 de Mayo había sido inutilizada en el combate de Quilmes.

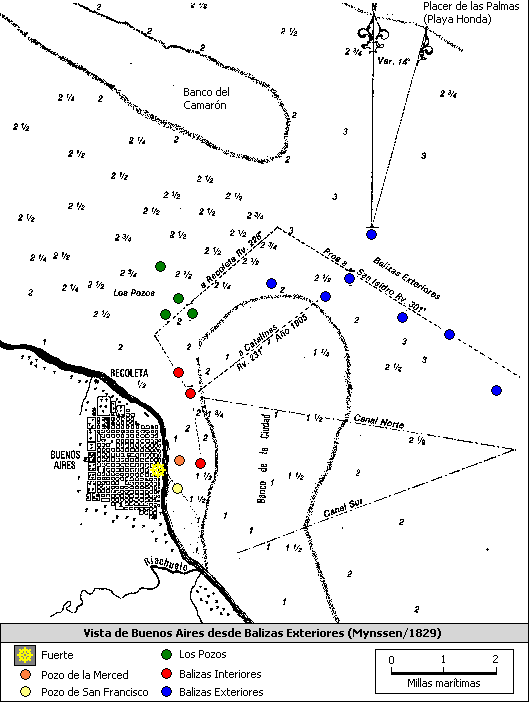
Puerto de Buenos Aires.

El puerto de Buenos Aires estaba bloqueado desde mediados de 1826 por una importante fuerza naval, la segunda división imperial, que contaba con una fragata con 38 cañones, cuatro corbetas, cinco bergantines y cuatro sumacas, estacionadas habitualmente a 8 millas al E.S.E. del canal exterior de acceso al puerto. Si bien Brown había sabido aprovechar hábilmente y con audacia las particulares condiciones hidrográficas y la meteorológicas del Río de la Plata, especialmente los extensos bancos que tornaban peligroso el acceso a la ciudad y lo impedían en el caso de buques de gran calado, y había mantenido una evidente superioridad táctica, estratégica y moral sobre sus adversarios, las fuerzas que enfrentaba contaban con un poder de fuego tal que cualquier error o imprevisto que lo forzara a un enfrentamiento directo sin posibilidades de maniobra supondría un grave riesgo para la supervivencia de la pequeña escuadra.
Mientras se esperaban los resultados de medidas adoptadas para fortalecer la flota con unidades mayores, la acción que mejores posibilidades de éxito tenía era profundizar la campaña de corso contra las rutas comerciales de las extensas costas brasileñas, en palabras del Ministerio de Guerra "exponer sus costas y su comercio a una guerra marítima fuerte y enérgica, guerra que interrumpirá las comunicaciones y destruirá grandes fortunas".

### La expedición
El 26 de marzo Brown recibió del ministro de Guerra y Marina instrucciones secretas para que seleccionará sus cuatro mejores buques y saliera de inmediato contra las rutas marítimas de Brasil, concentrándose en las riberas de Río Grande y Santa Catalina, con el objetivo de que "el emperador del Brasil escuche la voz de la Justicia y la Razón, y se prepare para hacer la paz".
Brown inició de inmediato los preparativos, destinando a la expedición las cuatro naves principales disponibles en el fondeadero de la ciudad de Buenos Aires, el bergantín República Argentina, el Bergantín Independencia, la Barca Congreso y la goleta Sarandí.

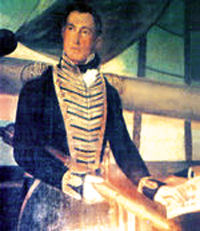
Brown (óleo de F.Goulu, 1825).

Fuera porque contaban con información de inteligencia o por haber llegado a las mismas conclusiones acerca de las posibilidades de la armada republicana, Brasil dispuso coincidentemente medidas para reforzar el cerco sobre Buenos Aires y cerrar el Río de la Plata ante la eventualidad de que una flota burlara el bloqueo. Así, el 29 de marzo el coronel de marina Francisco Lynch, a cargo del apostadero recibió noticias del Eclipse de que en Montevideo quedaban solo 2 goletas, que el almirante Rodrigo Pinto Guedes a bordo de la fragata Piranga se había incorporado a la flota frente a la ciudad y que se había unido la corbeta Carioca (22 cañones, capitán Cándido Francisco de Brito y Victoria).
En la madrugada del 1 de abril el bergantín Balcarce, la goleta Unión y las cañoneras N° 11 y N° 12 consiguieron eludir el bloqueo enviados por la Comandancia de Marina para conducir dos compañías de Colorados, artillería y armamentos con destino al sitio de Montevideo.
El 2 de abril Lynch recibió información de que seis días antes cinco de las seis goletas brasileras estacionadas en Colonia del Sacramento habían abandonado ese puerto para unirse a la escuadra. También supo "que una corbeta, dos bergantines y cinco goletas de guerra enemigas cruzaban desde Montevideo a Maldonado, esperando al señor general Brown, de quien tenían noticias iba a salir".

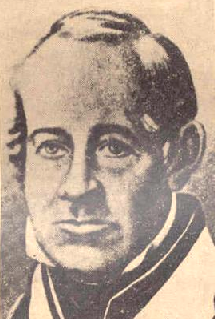
Almirante Pinto Guedes.

No obstante, ese mismo día el lugre corsario Hijo de Julio arribó al puerto del Río Salado trayendo noticias del Combate de Carmen de Patagones librado entre el 28 de febrero y el 7 de marzo, donde un audaz intento brasilero de flanqueo estratégico había terminado en desastre.
Pese a la confirmación de que el enemigo conocía sus planes, Brown contaba con que la pérdida de la división adversaria aliviaría la presión sobre la ciudad y que de poder eludir el bloqueo, podría sumar los tres buques que se habían apresado a los brasileños en Carmen de Patagones: la corbeta Itaparica (rebautizada Ituzaingó), el bergantín Escudero (Patagones) y la goleta Constancia (Juncal). Tenía también ahora el plan de señales de la escuadra brasilera, capturada en Patagones.
El 4 tuvo noticias de que el Balcarce y la Unión, con dos cañoneras estaban ya fondeadas en la isla Martín García para seguir curso a Buenos Aires, por lo que resolvió acelerar su salida apenas el convoy arribara y el puerto quedara guarnecido. 
El 5 de abril, Brown se embarcó en la goleta 9 de Febrero con el teniente Francisco Balcarce, 15 soldados del batallón de cazadores N° 4 y algunos oficiales y se dirigió a Los Pozos donde esperaba la escuadra.
El 6 se observaron al N.N.O. las velas del Balcarce y la Unión, y una corbeta y tres bergantines imperiales dejaron su línea para interceptarlos quedando a seis millas del convoy que conservó su posición. A las 19:30, ya anochecido y aprovechando el debilitamiento de la línea de bloqueo, la escuadra al mando de Brown se dieron a la vela con dirección al E.N.E. y a las 20:30 habían dejado atrás el canal exterior. En el lugar abandonado por su flota, Brown hizo fondear otras cuatro naves para que no se notara la partida.

## Fuerzas enfrentadas

### Armada Argentina
Las cuatro naves que constituían el núcleo de la fuerza de Brown en el Plata eran:
- Bergantín República Argentina (ex Upton), nave capitana, de 16 cañones (4 de a 8 y 12 gónadas de a 18), portaba 150 toneladas y tenía una eslora de 30 m y un calado medio superior a una braza inglesa. Estaba al mando de Guillermo Enrique Granville, quien tenía como su segundo al teniente Juan King.

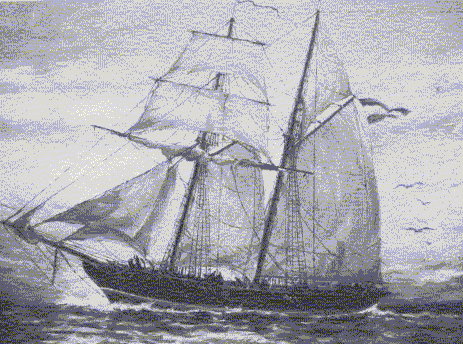
Goleta Sarandí.

- Bergantín Independencia (ex Harmony), de 22 cañones (6 de a 12, 10 de a 8 y 6 de a 6), desplazaba 258 t, igual eslora que el República pero mayor manga y calado (2.5 brazas): si bien era el mayor buque de la escuadra era también sumamente lento. Estaba al mando del mayor Francisco Drummond, siendo su segundo al mando el capitán Malcolm Shannon.

- Barca Congreso, de 18 cañones (2 de a 12 y 16 de a 8). Su eslora era de 30 m, su calado de más de 2 brazas y su porte de 185 toneladas. Su comandante era Guillermo Mason, su segundo el teniente Jorge Luis Love y estaba tripulada por 140 hombres.

- Goleta Sarandí, de 7 cañones (1 de a 16, 2 de a 6 y 4 de a 4), tenía un calado medio de 2 brazas y 150 toneladas de porte. Su comandante era el capitán John Halstead Coe, su segundo el teniente Innis D. Johnston y estaba tripulada por 80 o 90 hombres.

En total, constituía una fuerza de 4 naves con 63 cañones, cuya salva total era de 286 kilogramos de peso.

### Armada Imperial
Dejando de lado los buques que permanecieron como apoyo pero no empeñaron combate, las naves brasileñas que participaron en la división al mando de Norton fueron las siguientes: 
- División de vanguardia del bloqueo

Patrullando el canal de acceso situado al oeste del banco Ortíz:
- Corbeta Marques de Maceió (ex Reina Carlota), de 18 cañones, al mando del teniente 1° J.J.Raposo.

- Bergantín Pirajá, de 18 cañones, al mando de David Cartes o João das Botas, según las fuentes.

- Lugre Príncipe Imperial, de 15 cañones (uno giratorio de a 18), al mando del comandante Leverger o del capitán teniente José Antônio França Ribeiro, según las fuentes.

- Bergantín Goleta Providência (después Imperial Catarinense), de 3 cañones.

- División principal de bloqueo

Fondeada en el extremo occidental del banco Ortíz, a 8 millas al E.S.E. del canal exterior de acceso al puerto:
- Fragata Doña Paula, de 40 cañones de a 32 y 24, nave insignia del comandante de la división James Norton.

- Corbeta Liberal (ex Gaivota), de 22 cañones, al mando de Bartolomé Hayden.

- Bergantín Caboclo, de 18 cañones, al mando de Jorge Santiago Inglis, antes comandada por John Pascoe Grenfell.

- Bergantín 29 de Agosto, de 18 cañones, al mando del teniente 1° Raphael José de Carvalho.

- Bergantín Goleta Independência ou Morte, de 18 cañones, al mando de Francisco Clark.

- Bergantín Rio da Prata, de 18 cañones, al mando de José Lamego Costa.

- Goleta María Theresa, de 12 cañones, al mando del teniente 1° Eduardo Wandelock (o Wandervolk).

- Goleta Bella María, de 10 cañones, al mando de Joaquim Marques Lisboa, más tarde Almirante y Marquês de Tamandaré.

- Goleta Conceição, de 4 cañones, al mando del teniente James Wilson.

- Goleta Doña Paula, de 4 cañones, al mando del subteniente Manuel da Costa Pereyra.

- Patache Pará, de 6 cañones, al mando de Juan Francisco Regis o del teniente 2° José Antônio França Ribeiro, según las fuentes.

- Goleta Athalante, de 2 cañones.

- Goleta Itaparica, de 2 cañones, al mando de Agnello de Bittencourt, o del teniente 1° Joaquim Leal Ferreira, según las fuentes.

- Goleta Ríos (ex Barca Cañonera Araçatuba, con 1 cañón giratorio, al mando de Jorge Cawen (o Gowen).

Esto hacía un total de 18 naves de guerra con 229 piezas de artillería, en su mayoría de calibre mediano y grueso, cuya andanada total superaba los 2500 kilogramos. La Doña Paula por sí sola superaba a toda la escuadrilla republicana.

## Combate de Monte Santiago

### Acciones previas
Brown continuó sin novedad hasta las once y media de la noche , en que se observó fondeada la escuadra enemiga, a no más de 10 millas de Buenos Aires. Brown intentó pasar inadvertido y teniendo en cuenta que el viento había cambiado al E y era más fuerte mudó rumbo al E.S.E., pero fue descubierto por el vigía de la Maceió. La corbeta brasilera con un cañonazo de alarma y cohetes de señales dio aviso a la división imperial y se retiró para observar a su enemigo. 
Mientras la Liberal y los bergantines de la segunda división se movilizaban con rapidez para bloquear el canal entre los bancos, Brown intentó llevar su flota más cerca de la costa sur bordeando los bancos de la costa meridional rumbo SSE para procurar rodear la línea brasilera, pero el viento se hizo más fuerte y cambió sucesivamente al N y al NE con lo cual la de por sí difícil y arriesgada maniobra se convirtió en imposible y la escuadra republicana derivó peligrosamente sobre los bancos del sur.
A las dos de la noche los imperiales abrieron fuego, procurando encerrar a las naves republicanas entre la costa y la línea adversaria. La escuadra de Brown se encontraba prácticamente inmovilizada por la marea baja en las proximidades del banco de Monte Santiago, entre el arroyo de Confisco y el Palo Blanco. 
La oscuridad, la urgencia, el cambio de viento y la fuerte corriente que los empujaba hacia la costa solo esperaba un error del piloto, que se produjo a las dos y media de la noche: a esa hora, los bergantines vararon en la punta o saliente del banco Río Santiago, hacia el NNE y a 4 millas del Fuerte de Ensenada de Barragán, con menos de 18 pies de profundidad. Mientras la Congreso mantenía su posición a cubierto, la Sarandí, de menor calado, fondeaba valientemente en línea con los buques varados para sumar su fuego. 

### Jornada del 7 de abril
Durante la noche del 7 de abril las tripulaciones intentaron inútilmente hacer zafar a sus bergantines, pero sin tomar la decisión de lanzar los cañones para alijerar los navíos, decididos a luchar si era preciso. Mientras, las naves de la división Norton se reunían y alistaban para lo que consideraban sería el golpe definitivo a la escuadrilla republicana. 
Brown, asumiendo la situación, resolvió salvar lo que fuera posible y luchar hasta el final. A las 8 de la mañana ordenó a la Congreso que de ser posible regresara a Buenos Aires y de lo contrario mantuviera su posición sin sumarse al combate a iniciarse y que informara a Buenos Aires para que la Comandancia de Marina enviara en apoyo a las cañoneras que estuvieran disponibles.
Al amanecer, permanecían frente a Buenos Aires solo 3 corbetas fondeadas y un bergantín que puso proa al N.O. para reconocer el puerto. Tras cumplir su misión y comprobar que no permanecían naves de importancia, hizo señales y se reunió con los restantes buques, poniendo rumbo al S.E. para sumarse a la lucha. 
El viento seguía arreciando del norte y la línea brasilera inició su aproximación. Siguiendo sus órdenes, la Congreso al mando de Guillermo Mason se dirigió pegada a los bancos hacia Buenos Aires, pero Norton destacó sobre ella a la Maceio, seguida por el Pirajá, el Príncipe Imperial y la Providencia, que cortaron el estrecho canal obligando a la Congreso a virar y dirigirse a Ensenada bajo fuego enemigo, consiguiendo llegar al abrigo de los cañones del fuerte. 
Si bien era evidente para Norton la desesperada situación de los argentinos, la fuerza del viento y la turbulencia del mar entre los bajíos hacía arriesgado el uso de botes y cañoneras para atacar y enviar a las naves mayores las arriesgaba a quedar varadas, por lo que resolvió avanzar gradualmente para cañonear a distancia.
A las 9, Norton trasladó su insignia a la corbeta Liberal y formó la primera línea de ataque brasilero con la misma Liberal y los bergantines Caboclo, Independencia ou Morte, 29 de Agosto y Rio da Prata, 94 cañones. Norton avanzó a tiro de cañón y empezó a batir a los tres barcos republicanos, dos de los cuales continuaban encallados. Pronto fueron seguidos por las naves más ligeras, el Pará, y las goletas Paula, Conceição, Itaparica y Maria Theresa, 28 cañones. El fuego imperial se concentraba sobre el varado República y la Sarandí, dado que Brown trasladó su insignia de una a otra nave durante el combate.
Tras forzar a la Congreso a refugiarse, se sumaron al ataque la Maceio, el Pirajá, el Príncipe Imperial y la Providencia, 54 cañones más y durante el resto de la jornada se agregaron la Bella Maria, la Athalante y la Ríos, 13 cañones. 
El desigual combate enfrentaba 189 cañones imperiales con solo 45 de los republicanos, quienes mantuvieron el fuego pero pronto comenzaron a sufrir importantes averías y fuertes bajas.  
El mal tiempo, que se mantuvo durante todo el día, y la decisión de los brasileños de cañonear fondeados o moviéndose sobre sus adversarios pero sin acercarse demasiado con la consiguiente imprecisión de la artillería brasilera permitieron que la lucha se prolongara. Viendo la actitud de su adversario, después del mediodía Brown ordenó economizar la munición y a las 18 el almirante Pinto Guedes que se había aproximado al frente pero sin participar de la lucha con las fragatas Ipiranga e Imperatriz (John Charles Pritz) dio órdenes similares a Norton. 
Al anochecer las naves brasileñas anclaron a mayor distancia suspendiendo el fuego de acuerdo a lo ordenado. Brown hizo arrojar al agua víveres y los pertrechos innecesarios para la lucha pero no consiguió poner a flote a sus naves. Aprovechando la noche clara (con luna llena) y que empezó a soplar el viento de tierra, el Caboclo y la Maria Theresa se acercaron a cañonear a los barcos varados para dificultar sus tareas. 
Decidido a no rendir su escuadra, Brown ordenó leer a las tripulaciones los artículos 6º y 8º de las leyes y ordenanzas penales de la Armada: "el que desamparase su puesto, estando su bajel empeñado en combate, cor el fin de esconderse o protegerse, sería condenado a muerte, lo mismo que el que soliciara que cese el fuego o que no se inicie. La misma pena sufriría quien arriase la bandera, sin orden expresa del comandante, dada personal y directamente, o indujese a que se hiciera (...) Si varado un bajel, acosado de enemigos y estando su comandante dispuesto a defenderlo, se le impondrá pena de vida, al que sin su orden expresa lo desamparase."

### Jornada del 8 de abril
En Buenos Aires, el cañoneo se había percibido el día 7 desde las 15 hasta el anochecer, y se habían recibido por tierra las comunicaciones de la flota por lo que ya se conocía la situación. Durante la noche se alistó una pequeña flotilla de cañoneras, y a  las 9 de la mañana partieron de Buenos Aires 6 cañoneras, el lanchón Cometa, la Lancha del Puerto y la del bergantín Balcarce para apoyar a los buques varados, al mando del teniente coronel Tomás Espora y de Francisco Lynch, pero debido a las condiciones contrarias de viento y corriente no conseguirían llegar: cuando anochecía todavía se mantenían a la vista de la ciudad bordejeando.
Las condiciones meteorológicas continuaban favoreciendo a los brasileros. El viento fue decreciendo y mejoró el tiempo, especialmente después del mediodía. En el ínterin habían llegado de Colonia la corbeta Jurujuba y otras 2 goletas, aunque tendrían escasa participación en la lucha.
A las 9 de la mañana se reinició el combate: mientras las naves mayores mantenían el fuego a distancia, Norton hizo avanzar las naves de menor (los bergantines Caboclo, Independencia ou Morte, 29 de Agosto y Rio da Prata y las goletas Paula, Conceição, Itaparica y Maria Theresa) en dos filas que fondearon a proa y a popa de los bergantines republicanos y a las 11 comenzaron a cañonearlos a corta distancia. 
El Independencia ou Morte varó al mediodía al alcance de los cañones del Independencia que concentró su fuego en él, mientras Brown envió dos botes desde el República al mando de Granville con el objeto de abordarla. Su capitán, Francisco Clark, a diferencia de los comandantes republicanos en igual situación dio de inmediato órdenes de arrojar por la borda 12 de sus 18 cañones para alijerar su buque, consiguiendo finalmente zafar y replegarse con grandes averías. 
En el República, durante la tarde, el impacto de un fragmento de metralla destrozó el brazo izquierdo de Granville, hasta el punto que hizo necesario amputárselo a la altura del codo. Brown se encontraba en el buque por lo que con el concurso de Juan King se mantuvo al mando. Otro disparo cortó la driza donde flameaba el pabellón por lo que Brown, al igual que durante el combate de Quilmes, lo hizo clavar para dar muestras de su resolución.
Al mediodía el Independencia había empezado a dar señales de que podría zafarse de la varadura, por lo que Norton hizo avanzar a remolque a la fragata Doña Paula (al mando temporal de William Parker), cuyo poder de fuego era por sí sola superior al de toda la escuadrilla de Brown. La Paula tocó fondo y varó brevemente pero consiguió volver a flote y llegar a tiro de cañón del Independencia, contra el que de inmediato sumó el fuego de 40 cañones pesados de a 32 y 24 al de las naves menores. 
El Independencia había disparado 3400 tiros agotando su munición por lo que comenzó a utilizar eslabones de cadena del ancla. Su comandante Drummond ha recibido una herida en la cabeza perdiendo una oreja, y buena parte de su tripulación estaba muerta o herida por los 200 impactos recibidos. 
El República y la Sarandí estaban también seriamente dañados. Por su lado, los brasileños también habían sufrido serios daños y bajas y la corbeta Liberal y el bergantín Rio da Prata habían seguido al Independencia ou Morte en su retirada. En el 29 de Agosto una bala de cañón hirió mortalmente a su comandante, el teniente 1° Rafael José de Carvalho fue herido por una bala de cañón que le llevó el brazo izquierdo y le desgarró los intestinos. Al ser socorrido les dijo a sus hombres que no era nada y que siguieran disparando ("Isto no e náo, vao continuando com o fogo"), muriendo pocos minutos después en la cubierta de su buque. El Pirajá, el Caboclo, las goletas Conceição y Maria Theresa también habían sufrido averías y destrozos en aparejo y velamen.
A las 16, con la mitad de la dotación muerta o herida y sin municiones, Drummond recibió órdenes de abandonar al destruido Independencia, pero su tripulación exigió a su comandante continuar la acción por lo que Drummond deja al mando al teniente Roberto Ford, y acompañado por su segundo Shannon (estaba herido y temía perder la conciencia), se dirigió en bote al República para pedir munición. Allí se le informa que la munición también escasea por lo que se dirige bajo fuego a la Sarandí. Apenas subió a cubierta una bala de cañón lo hirió en el costado derecho fracturándole el fémur. La herida fue mortal y cuando fue trasladado a la cámara acudió su amigo el capitán Coe a quien Drummond le entregó su reloj para que se lo diera a su madre y su anillo de compromiso, para que lo entregara a su prometida, Elisa Brown, hija de su comandante. Brown, enterado de la desesperada situación, se hizo trasladar a la Sarandí. Drummond murió a las 10 de esa noche. Brown dice en sus "Memorias" ("Memorandum de las operaciones...") que sus últimas palabras fueron: "Digan al almirante que he cumplido con mi deber y muero como un hombre".
Caído Drummond, el teniente Roberto Ford reunió una Junta de Oficiales que decidió rendir el Independencia por carecer de municiones y habiendo ya sufrido 40 bajas. El República envió dos botes al mando del segundo a bordo, el teniente Juan King, para intentar rescatar a los tripulantes e incendiar el buque rendido, pero los botes del Caboclo se adelantaron. Luego de haber desembarcado a los heridos y prisioneros, le prendieron fuego al casco por ser ya inservible.
Al acercarse la noche, agotada la munición y ante la imposibilidad de salvar el República, ya destruido, Brown dio órdenes de abandonarlo y trasladar la tripulación a la Sarandí tras lo que se prendió fuego al buque. Al anochecer los brasileños volvieron a alejarse fondeando a distancia de cañón, abriendo fuego regularmente sobre la Sarandí. Por su parte, un cañón traído desde Ensenada hizo fuego desde tierra sobre la flota imperial, pero a gran distancia y sin efecto alguno. En la Sarandí se efectuaron las reparaciones mínimas necesarias para hacerse a la vela mientras enviaba dos botes con los tripulantes que no podía albergar a la Congreso, aún en Ensenada, ordenándole que aprovechase la noche para dirigirse de inmediato a Buenos Aires. A las 10 de la noche la Sarandí la siguió y los buques sobrevivientes consiguieron burlar la escuadra enemiga.
En Buenos Aires se tuvieron las primeras noticias del desastre a medianoche cuando "llegó D.Guillermo Morris, el que dijo que los buques nuestros estaban perdidos, quedando el Independencia a pique y el República no tenía más que diez o doce cartuchos, la Sarandí casi a pique, a la vela, como a embicar para salvar a la gente y el Congreso entre Punta Lara y Ensenada, bloqueado por veinte buques sin poder escapar".

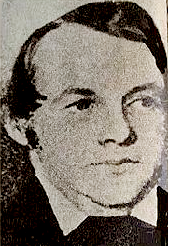
John Halstead Coe.

La Sarandí llegó a Buenos Aires a las tres y media de la madrugada con las cañoneras y la Congreso fondeó una hora y media después en Los Pozos, entrando a las tres de la tarde en balizas interiores. 
Las pérdidas republicanas reconocidas en el primer parte habían sido de 25 muertos y 51 heridos (12 muertos y 25 heridos y prisioneros en el Independencia), pero algunos autores las hacen ascender a 62 muertos y 91 heridos y prisioneros, al elevar los muertos del Independencia a 49 y a 65 los heridos y prisioneros de esa nave.
El mismo Brown resultó herido ligeramente en la lucha, debiendo retirarse del servicio durante varios días, siendo Coe el responsable de elevar el 11 de abril de 1827 el primer parte al Comandante general de Marina José Matías Zapiola.
A la una de la mañana del 10 de abril se ordenó a Espora que saliese con 6 cañoneras y 3 lanchas para atacar a la Paula que estaba varada frente a la Punta del Monte Santiago, pero por la fuerte marejada y el viento del ENE tuvieron gran dificultad con el banco de la Ciudad. A las 10 pudieron  zarpar, pero cambiando el viento al SE fondearon en Los Pozos. El 11 a las 9 de la mañana volvieron a partir pero recibieron órdenes de regresar dado que se supo que la Paula había zafado la tarde anterior. Estas circunstancias demuestran cómo afectaban los acontecimientos meteorológicos e hidrográficos a estas operaciones, sobre todo de naves pequeñas.  
Entre el 10 y 11 entraron en el puerto de Montevideo siete buques imperiales con fuertes daños. La corbeta Liberal había perdido el palo mayor y el bauprés y presentaba numerosas vías de agua en el casco, mientras que los bergantines Pirajá, Independencia ou Morte, Rio da Prata y 29 de Agosto y dos goletas, una de ellas la Concepción, arribaban con serias averías en casco y arboladura y numerosos muertos y heridos. Los brasileños declararon 8 muertos y 22 heridos, y en posteriores comunicaciones reconocieron 40 bajas en total, pero se asume que las bajas fueron mayores. 
Exceptuando al Independencia ou Morte y al Rio da Prata, considerados irrecuperables, se iniciaron las reparaciones de los restantes.
Los imperiales habían desembarcado en Montevideo 69 prisioneros, entre ellos los subtenientes Prudencio Murguiondo y Guillermo Attwell, Ford, el aspirante José Celedonio Elordi, contuso en la acción, y el cirujano Santiago Philips, permaneciendo en su mayoría internados en la Isla da Cobras, en Río de Janeiro, hasta el fin del conflicto.

## Consecuencias
Pese a la derrota, la mayor de la contienda, el coraje demostrado por la escuadra republicana en dos días de tan desigual combate le valió el reconocimiento de la población que recibió con ovaciones a los marinos y realizó una colecta para aliviar la vida de los prisioneros argentinos del Independencia en Montevideo. 
Las comunidades extranjeras residentes en Buenos Aires compartían esa percepción. El coronel MacDonald, de la Royal Horse Artillery, que presenció la segunda jornada de la batalla afirmaba: "Durante el combate Brown y sus oficiales se comportaron con bravura y devoción. No tengo palabras para expresar mi admiración por la conducta del almirante Brown, nunca un hombre en situación similar se comportó con tanto celo y gallardía." El despacho del cónsul inglés Lord Ponsonby a Londres afirmaba que "Será difícil de encontrar, aún en nuestra brillante historia naval, una acción más audaz". 
No obstante, tras Monte Santiago ya no se podría combatir más en "línea de fila", ya no sería posible enfrentar abiertamente a unidades enemigas de mediano o mayor poder. La flota argentina quedó reducida a unas pocas goletas y cañoneras que solo alcanzaban para defender el puerto, hostigar los avances imperiales sobre el puerto del Salado al sur y por el norte dar apoyo de convoy a los transportes de refuerzos y abastecimientos al frente oriental. 
El embajador británico en Río de Janeiro, Sir Robert Gordon, escribiría a lord Ponsonby: "Los recursos de este Imperio parecen inmensos y creyendo como yo que Brown -grande como es- no puede con sus goletas aniquilar a la armada brasileña, simplemente tendrá Ud. al bloqueo restablecido con mayor vigor".
Así, la lucha en alta mar quedaría reducida por el resto de la contienda a los esfuerzos de los corsarios.
Montevideo y Colonia aún estaban bajo el control de Brasil. Esta situación conduciría finalmente a la firma de la Convención Preliminar de Paz, por la que la Provincia Oriental — se independizó como el Estado Oriental del Uruguay.